# Аксёнова, Наталия Петровна
Наталия Петровна Аксёнова (укр. Наталія Петрівна Аксьонова; 3 января 1947, Майкоп, Краснодарский край, РСФСР, СССР — 2 февраля 2010, Киев, Украина) — украинская художница-постановщица кино и телевидения и иллюстратор русского происхождения.

## Биография
Родилась 3 января 1947 года в Майкопе Краснодарского края в семье военнослужащего.
В 1976 году окончила художественный факультет Всесоюзного государственного института кинематографии. С 1977 года — художница-постановщица Киевской киностудии имени А. П. Довженко. С 1978 года — иллюстратор издательств «Дніпро» и «Веселка».
С 1976 участвовала во всесоюзных, республиканских и международных выставках по художественному мастерству.
Была членом Национального союза кинематографистов и художников Украины.
Умерла 2 февраля 2010 года в Киеве.

## Творчество
Оформила фильмы:
- «Если ты уйдёшь...» (1977, реж. Н. Литус, В. Шунько)
- «Поёт Николай Кондратюк» (1977, реж. В. Иванов)
- «Неудобный человек» (1978, реж. В. Довгань)
- «Поезд чрезвычайного назначения» (1979, реж. В. Шевченко)
- «Продаётся медвежья шкура» (1980, реж. А. Итыгилов)
- «Капель» (1981, реж. А. Бенкендорф)
- «...И прекрасный миг победы» (1984, реж. В. Винник, Золотая медаль X Всесоюзного фестиваля спортивных фильмов, Рига, 1985)
- «К расследованию приступить» (1986—1987, реж. А. Бенкендорф)
- «Ивин А.» (1990, реж. И. Черницкий, Приз «За лучшую режиссуру» (И. Черницкий) и «За лучшую мужскую роль» (А. Песков) Всесоюзного кинофестиваля «Дебют», Москва. Приз «Хрустальная корона» за лучшую мужскую роль второго плана (И. Черницкий) и Приз зрительских симпатий (А. Песков) кинофестиваля «Созвездие», Смоленск, 1991)
- «Снайпер» (1991, реж. А. Бенкендорф)
- «Косвенные доказательства» (2005, реж. В. Криштофович, Россия)
- «Осторожно, блондинки!» (2006, реж. Г. Шигаева)

Проиллюстрировала книги:
- Черемуха. К., 1979.
- Кусака. К., 1981.
- Савось-бешкетник. К., 1981.
- Пісня тоненької очеретини. К., 1983.
- Жили собі... К., 1990.